# Саланка

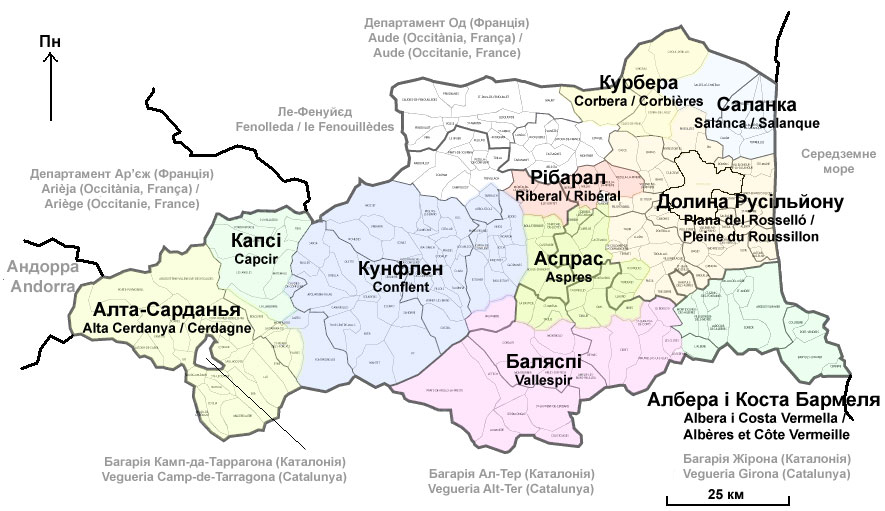
Географічні зони Русільйону : Курбера, Саланка, Рібарал, Долина Русільйону, Аспрас та Албера і Коста Бармеля

Сала́нка (кат. Salanca, фр. Salanque) — північно-східна частина історичного району (кумарки) Руссільйон. Адміністративно є частиною французького департаменту Східні Піренеї. Французька назва — Сала́нк
Кумарка Руссільйон, разом з районами (кумарками) Алта-Сарданья, Капсі, Конфлан та Баляспі складають історичний регіон регіон «Північна Каталонія», культурно тісно пов'язаний з каталонськими землями південніше Піренеїв.